# Hans Schregle
Hans Schregle (* 7. April 1890 in Nürnberg; † 13. Januar 1970 in Erlangen) war ein deutscher Studienrat und Politiker (SPD). Nach dem Zweiten Weltkrieg war er kurz Oberbürgermeister von Ansbach. Ab Oktober 1945 amtierte er als Regierungspräsident von Ober- (bis 1948) und Mittelfranken (bis 1958).

## Leben
Hans Schregle war Sohn eines Sattlermeisters. Er studierte an der Universität Erlangen. Ursprünglich interessierte er sich für ein Studium in Botanik, aber wegen seiner Anlage für Sprachen und auf Rat seiner Professoren entschloss er sich, als Hauptfach neue Sprachen zu studieren. So studierte er Romanistik (Französisch, Italienisch und Spanisch) und Anglistik sowie andere Sprachen wie Russisch und Arabisch. Nebenbei bildete er sich weiterhin in Botanik und in seinen anderen Interessengebieten, Kunst, Geschichte und Kunstgeschichte.
Hans Schregle war auch sportlich sehr engagiert. Nachdem er 1907 Mitglied beim 1. FC Nürnberg geworden war, wurde er Vorsitzender des Clubs (1925–1930) und 1946–1947 Präsident.
Von 1911 bis 1912, in einem Austauschprogramm im Rahmen seiner französischen Studien, wurde er vom bayerischen Kulturministerium nach Châteauroux in Frankreich geschickt. Im August 1914 legte er sein Universitätsexamen an der Universität Erlangen ab und verfolgte seine Studien in deutscher Literaturgeschichte. Danach ging er ein paar Monate nach London, um sein Englisch zu vervollständigen. Nach seiner Rückkehr schrieb er seine Doktorarbeit über Goethes Götz von Berlichingen, die 1923 vom Niemeyer Verlag veröffentlicht wurde.
Während des Ersten Weltkrieges wurde Hans Schregle aus gesundheitlichen Gründen nicht an die Front geschickt (als Kind war er durch einen Verkehrsunfall schwer verletzt worden), sondern nach Grafenwöhr bei Nürnberg delegiert als Dolmetscher in einem deutschen Lager für französische Kriegsgefangene.
Nach Kriegsende ging er nach Erlangen zurück, wo er Studienassessor und später Studienrat am Humanistischem Gymnasium in Erlangen wurde – Hans Schregle war ein außergewöhnlicher Pädagoge und bei seinen Schülern sehr beliebt.
Schon früh war Hans Schregle politisch engagiert, und zwar gegen Adolf Hitler und den Nationalsozialismus. Am 27. Juni 1931 veröffentlichte er den Artikel Hitler-Narkose und was dahinter steckt im Erlanger Volksblatt. Nach der Machtübernahme von Hitler im März 1933 wurde als Studienrat in Schutzhaft genommen. Er schaffte es noch, verschiedene jüdische Familien vor ihrer bevorstehenden Verhaftung zu warnen und half ihnen sowie auch der Familie Emil Rotenstein (mit dem anderen Dissidenten Michael Poeschke), zu fliehen. Er selbst sollte nach Dachau geschickt werden und wurde dann im November 1933 an das Carolinum Gymnasium in Ansbach strafversetzt. Dort traf er Robert Limpert und weitere Anhänger des Ansbacher Widerstandes.
Als die amerikanische Armee am 18. April 1945 Ansbach befreite, wurde Hans Schregle vom Stadtkommandanten Edward Haight wegen seiner politischen Gesinnung und seiner perfekten Englischkenntnisse als Oberbürgermeister von Ansbach eingesetzt. Im Oktober 1945 berief ihn die Militärregierung in das Amt des Regierungspräsidenten von Ober- und Mittelfranken. Durch den Bayerischen Ministerpräsidenten wurde er mit Urkunde vom 17. Januar 1946, ausgehändigt am 31. Januar 1946, rückwirkend zum 15. Oktober 1945 in diesem Amt bestätigt. 
Im Rahmen seines Dienstes dekorierte er den amerikanischen ehemaligen Kriegsminister John J. McCloy, der die Stadt Rothenburg ob der Tauber von einer totalen Zerstörung gerettet hatte.
Ab 30. April 1949 war er nach der administrativen Trennung von Ober- und Mittelfranken Regierungspräsident von Mittelfranken. Nach seiner Pensionierung in 1958 zog Hans Schregle wieder nach Erlangen. Hans Schregle war verheiratet mit Marie Schregle (geborene Rothmund) und hatte zwei Söhne, Johannes Schregle (1922) der in Genf wohnt, und Götz Schregle (1923 – 2014), ein bekannter Arabist.
In Ansbach ist die Schreglestraße nach ihm benannt.